# جورج إينسورث
جورج إينسورث (بالإنجليزية: George Ainsworth)‏ هو مصور أسترالي، ولد في 20 يونيو 1878، وتوفي في 11 أكتوبر 1950.